# 萨莫拉-德伊达尔戈
萨莫拉-德伊达尔戈是墨西哥中部米却肯州的一座城市，人口为127,606人（2005年）。它位于该州的西北，高度1567米。它是萨莫拉县的县址，该县面积330.97平方公里，人口170,748人。

## 历史
最早于前1500年左右就已经有人在今天的萨莫拉-德伊达尔戈地区定居了。今天的城市是1574年总督马丁·恩里克·德·阿尔曼扎（Martín Enríquez de Almanza）下令由从西班牙萨莫拉来的移民建立的。
1825年墨西哥宪法大会授予萨莫拉-德伊达尔戈城市权利，批准了1810年墨西哥独立运动领袖米格尔·伊达尔戈·伊·科斯蒂利亚做出的一个决定。

## 旅游
萨莫拉-德伊达尔戈有许多具有历史价值的建筑物，有些建筑甚至是新西班牙时期（14世纪）遗留下来的。其中包括圣弗朗西斯科庙、未完成圣母大教堂（墨西哥第二高的教堂）、公共图书馆和联邦宫等。
未完成圣母大教堂于1898年启建，是一座新哥特式建筑。这座巨大的大教堂计划建成时高105米，将是美洲大陆最大的教堂。
市内有一座剧院为市民提供文化生活。
每年市内举办一次庆祝。
城市附近有一座国家公园。

## 教育
萨莫拉-德伊达尔戈市内有六座高等院校。

## 人物
- 阿方索·加西亚·罗夫莱斯，1982年诺贝尔和平奖获得者和墨西哥外交部长
- 拉法埃尔·马克斯，足球运动员